# Circuito Jules Tacheny
O Circuito Jules Tacheny é um autódromo em Mettet, na região da Valônia, na Bélgica. Anunciado em 2007 e inaugurado em 2010, tem 11 curvas e um comprimento total de 2,280 km. Foi construído para substituir o antigo circuito de rua da região.
O circuito recebeu o Campeonato Mundial de Rallycross da FIA entre 2014 até 2018, com um outro traçado.

## Circuito de Rua de Mettet
O Circuito de Rua de Mettet foi um circuito de rua em Mettet, na região da Valônia, na Bélgica.

### História
As origens das corridas em Mettet começaram no início dos anos 1920 com um grupo de entusiastas de motocicletas que decidiram experimentar as estradas da região. Um deles, Auguste Galloy, decidiu impressionar seus amigos fazendo uma volta nas estradas ao redor da cidade, mas depois de completar sua primeira volta, descobriu que não conseguia desligar a sua motocicleta. Então Auguste continuou por mais uma volta, depois outra e mais outra, até ficar sem combustível em sua sexta volta. A semente para as corridas, entretanto, foi firmemente plantada.
A Union Motor de l'Entre Sambre Et Meuse (UMESM) foi criada sob a orientação de Jules Tacheny em janeiro de 1927, com o objetivo de organizar as primeiras corridas propriamente ditas. No dia 11 de setembro daquele ano aconteceu a primeira prova de velocidade, com vencedores em várias classes premiados com uma gama eclética de prêmios de patrocinadores locais, incluindo um busto de pedra, obras de arte e até um rifle.
No ano seguinte, ocorreu a primeira organização do Grand Prix de l'Entre-Sambre-et-Meuse, que rapidamente se tornou o evento de assinatura de Mettet. No dia 8 de agosto, o piloto belga Albert Breslau fez a corrida principal de 500cc em uma AJS, para receber o primeiro prêmio geral.
Em 1935, o circuito recebeu permissão para realizar corridas internacionais pela primeira vez, elevando ainda mais o status do Grand Prix de l'Entre-Sambre-et-Meuse. Porém, alguns anos depois, uma decisão da FIM que o título de "Grande Prêmio" só poderia ser usado para o evento nacional de um país (neste caso, o Grande Prêmio da Bélgica) levou a uma renomeação da corrida principal de Mettet no ano seguinte. Entre 1947 e 1950, o evento tornou-se o Circuito de l'Entre-Sambre-et-Meuse.
O circuito também acolheu dois eventos fora do campeonato de Fórmula 2. Na primeira, realizada em setembro de 1950, Robert Manzon venceu a corrida final. Stirling Moss e Lance Macklin terminaram em segundo e terceiro na classificação. O ano seguinte viu o segundo "Grandee Trophée Entre Sambre et Meuse" realizado em julho, com Manzon ganhando novamente, completando o pódio com os pilotos André Simon e Maurice Trintignant, um pódio completo da Equipe Gordini.
Entre 1932 e 2011, o circuito sofreu várias alterações no seu traçado, mudanças no sentido e várias reformas de segurança, o Grand Prix de l'Entre-Sambre-et-Meuse foi realizado entre 1928 até 2011, com interrupções em 1938, devido ao um conflito de datas com um outro grande evento local, entre 1939 até 1945, devido à Segunda Guerra Mundial, em 1963, por causa de péssimas condições climáticas, em 1965, devido à percepção de que iria interferir nas eleições, e em 1968, quando o RUMESM optou por se concentrar em fazer atualizações para aumentar a segurança da pista, por causa de um gravíssimo acidente da corrida no ano anterior.
Com o plano de construir um autódromo permanente no campo interno do circuito de rua, de 2007 a 2011, o circuito de rua passou a abrigar corridas históricas, intituladas de Grande Troféu.

### Ligações Externas
Página Oficial (em inglês)